# تفشي الحمى القلاعية في المملكة المتحدة عام 2007

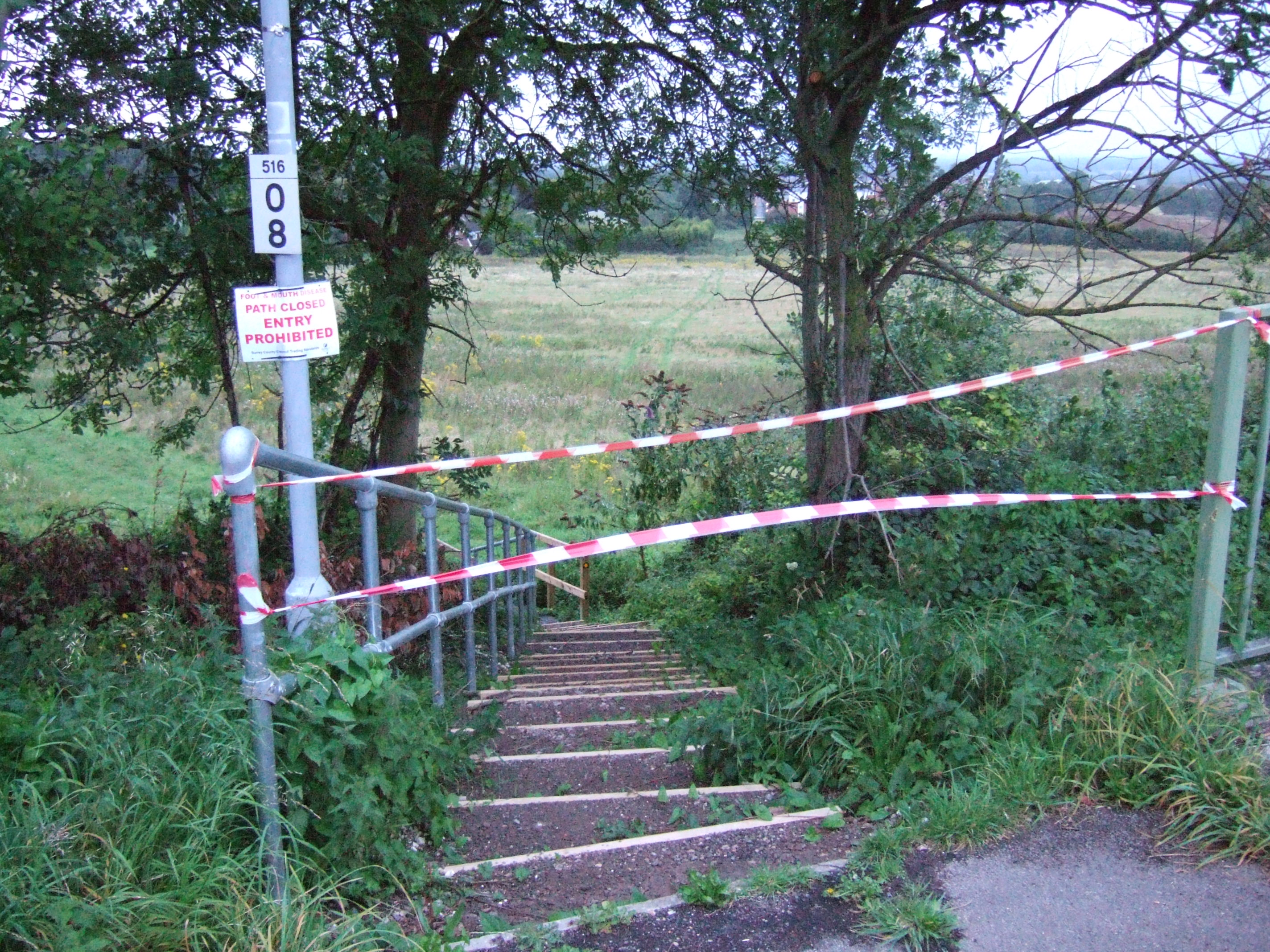
أحد المسارات العديدة المغلقة على حدود قرية أونسلو مع جزء من أبرشية ووربلسدون المدنية بعد تفشي مرض الحمى القلاعية في أغسطس 2007

تفشي الحمى القلاعية في المملكة المتحدة عام 2007
```
تم اكتشاف تفشي مرض الحمى القلاعية في أربعة مواقع في المملكة المتحدة من خلال اختبار الماشية المنتظم الذي أجرته وزارة البيئة والأغذية والشؤون الريفية (DEFRA)، أي في أغسطس 2007 ثلاث مرات، ومرة في الشهر التالي، كلها في غرب ساري، 
إنجلترا
.
```

```
تم التشخيص الأول في حقل نورماندي، ساري. والثاني بعد ذلك بثلاثة أيام في حقل تناوب الماشية للمزارع في إلستيد، وفي اليوم التالي قريب، عدوى ثالثة داخل منطقة حماية مثبتة بسرعة حول الإصابة الأولى. بعد شهر وعشرة أيام من التشخيص الأول، تم تحديد الإصابة النهائية لعام 2007 والتعامل معها على بعد 13 ميلاً (21 كم) شمال أول حيوان مريض. كان مصدر السلالة التي تم إطلاقها واحتواءها في Surrey في عام 2007 هو الأنابيب المتدفقة المتقدمة إما من معهد صحة الحيوان أو اللقاح المماثل الذي يقوم بالبحث وإنتاج مختبر صحة الحيوان Merial بالقرب من قرية Pirbright في المقاطعة - كانت الأنابيب قديمة جدًا و / أو لم يتم فحصها بشكل كافٍ نظرًا لأهميتها. أظهر فحص أنابيب الصرف الصحي وغرف التفتيش التي تم إجراؤها على محققي الصحة والسلامة والبيئة وجود أوجه قصور، وخلص التحقيق المستقل للبروفيسور بريان سبرات إلى أنه من المحتمل جدًا أن يتسربوا في بعض الأحيان إلى مياه الصرف السائلة التي لا تزال معدية وقت تفشي المرض. قام كلا المختبرين، أيهما كان السبب، بتحديث وإصلاح أنظمة معالجة النفايات السائلة لاستمرار التشغيل. قدمت حكومة المملكة المتحدة تعويضات للمزارعين المعنيين مباشرة.
```

```
دفعت هذه الأحداث المترابطة والمتضمنة إلى اتخاذ تدابير احترازية لمناطق الاحتواء المقيدة الوصول في ثلاث مقاطعات حيث تم الإبلاغ عن حالات اشتباه في حدوث إصابات ووضع شركاء تجاريون دوليون رئيسيون مثل 
كندا
 
وجمهورية أيرلندا
 قيودًا مؤقتة على صادرات اللحوم ومنتجات الألبان.
```

التفشي الأول
```
تم الإبلاغ عن الأعراض لأول مرة في وقت متأخر يوم 2 أغسطس 2007 في الأراضي الزراعية في نورماندي في ساري، والتي تم عزلها لاحقًا ووضعها تحت قيود. [2] [3] [4] كان الموقع حقلاً لتسمين اللحم البقري استأجره ديريك وروجر برايد. [5] [6]
خلفية
```

```
وكان وباء الحمى القلاعية المؤكد السابق في المملكة المتحدة في ربيع وصيف عام 2001 ؛ تسبب في أزمة في الزراعة والسياحة البريطانية. وشهد الوباء 2000 حالة إصابة بالمزارع في معظم الريف البريطاني. ظلت خسائر مزارعي الثروة الحيوانية واهتماماتهم حادة - حصل اختبار سلبي في يناير 2007 في 
أيرلندا الشمالية
 على تغطية عناوين محلية من هيئة الإذاعة البريطانية. [7] في اليوم التالي، أكد كبير الأطباء البيطريين (CVO) ديبي رينولدز أن الاختبارات الأولية كشفت أن 60 بقرة مصابة بمرض الحمى القلاعية و [8] [9] يتم التحقيق في حالات أخرى محتملة. [10]
```

```
 
```

```
في 4 أغسطس، تم تحديد الفيروس على أنه فيروس الحمى القلاعية BFS 1860 O1 1967 (فيروس مرض الحمى القلاعية، سلالة الحقل البريطاني 1860، النوع المصلي O ، النوع الفرعي 1، معزول في عام 1967 ؛ يشار إليه أيضًا باسم السلالة BFS 1860 / UK / 67 [ 11])، فيروس معزول في فاشية عام 1967 وحتى تفشي عام 2007، وليس في تداول الحيوانات. [12] كانت نفس السلالة المستخدمة في موقع مختبر Pirbright القريب، الذي يضم وحدات منفصلة من معهد صحة الحيوان و Merial Animal Health Ltd في Pirbright ، على بعد 2 1⁄2 ميل (4.0 كم)، والتي تم تحديدها كمصدر محتمل من العدوى، لأنها واحدة من أربعة مختبرات أوروبية فقط مصرح لها بالتعامل مع هذا السلالة من الفيروس لإنتاج اللقاحات، أقربها يكون في بلجيكا. [13] [14] [15] ونتيجة لذلك، تم تمديد منطقة العزل. [16]
```

```
 
```

```
يقوم المختبر بإجراء أبحاث حول مرض الحمى القلاعية وكذلك الأمراض الأخرى التي تصيب الماشية. [17]
```

```
 
```

```
في 5 أغسطس، تم إنشاء منطقة حماية أخرى بالقرب من إلستيد بعد أن كانت بقرة في أحد الموقعين الآخرين التي تستخدمها المزرعة إيجابية. تم ذبح القطيع في كلا الموقعين في اليوم السابق كإجراء وقائي قياسي. [18]
```

```
 
```

```
في 6 أغسطس، تم ذبح قطيع آخر داخل إحدى مناطق الحماية التي تظهر عليها أعراض مرض الحمى القلاعية للاشتباه. خضعت العينات للتحليل [19] وفي 7 أغسطس تم تأكيد الحمى القلاعية في مزرعة في ساري داخل منطقة الحماية. كانت الأبقار على أرض يملكها المزارع لورانس ماثيوز الذي استأجر الرعي لمنتج مجاور. [20]
```

```
 
```

```
أصدر المدير التنفيذي للصحة والسلامة (HSE) في 7 أغسطس تقريرًا - «تقرير أولي عن الانتهاكات المحتملة للأمن البيولوجي في موقع Pirbright ، 2007» [21] والذي تضمن التعليقات التالية -
```

«مع مراعاة العمل الجاري المفصل أعلاه، تشير الدلائل إلى وجود احتمال قوي بأن تكون سلالة الحمى القلاعية المتورطة في تفشي المزرعة ناتجة عن IAH أو مواقع Merial.» «نحن نستكشف المزيد من بيانات الأرصاد الجوية، ولكن في هذه المرحلة، نعتبر أن هناك احتمالًا ضئيلًا مشتركًا أنه تم إطلاق جوًا من IAH أو مواقع Merial التي تم نقلها لاحقًا إلى المزرعة المتضررة الأولى بين 14 و 25 يوليو 2007.» «لا يزال الإفراج عن طريق المياه في الموقع أمرًا ممكنًا. لكن التحقيقات الأولية في إمكانية ما إذا كان من الممكن أن تصل المياه السطحية من الفيضانات من الموقع إلى المزرعة المتضررة وتلوثها قد أشارت إلى أن ذلك لا يكاد يذكر بسبب المسافة والتضاريس واتجاه التدفق. هذه القضايا قيد التحقيق بشكل أكبر». «الإفراج عن الحركة البشرية يجب أن يعتبر احتمالًا حقيقيًا أيضًا. يلزم إجراء مزيد من التحقيق في القضايا المذكورة أعلاه ويتم متابعتها على وجه السرعة». كان موقع Pirbright مصدرًا لتفشي الحمى القلاعية من قبل - في عام 1970 هرب الفيروس من المنطقة التجريبية إلى قلم احتجاز في مكان آخر على الموقع. تم تدمير 18 حيوانًا. [22] في 9 أغسطس، أبلغ مزارع سمح للأرض في موقع التفشي الثاني ببعض الأبقار في مزرعته الخاصة لـ DEFRA كإجراء وقائي. تم إنشاء منطقة مراقبة مؤقتة بطول 3 كم، [23] [24] ثم أُزيلت، [25] في 11 أغسطس عندما تم إرجاع نتائج الاختبار السلبية. تم التحقيق في ثلاث فاشيات محتملة أخرى خلال شهر أغسطس، في مزرعة في مكان آخر في ساري. في حديقة حيوان تشيسينغتون وورلد أوف أدفينشرز؛ وفي مزرعة بالقرب من رومني في كينت. جميع الاختبارات الثلاثة سلبية للقدم والفم. في 24 أغسطس، بعد الافتقار لمزيد من الفاشيات منذ الاكتشاف الأولي، رفعت ديفرا مناطق الحماية حول المزارع. [26] في 8 سبتمبر، تمت إزالة منطقة المراقبة. بقيت منطقة الأمن الحيوي التي يبلغ قطرها 5 كم في مكانها لفترة أطول حول مختبرات بيربرايت. [27]
```
التفشي الثاني
```

```
في 12 سبتمبر، عُثِر على حالة جديدة من القدمين والفم على بعد 30 ميلاً (48 كم) شمال الحالة الأصلية في ميلتون بارك فارم بالقرب من إيغام في المقاطعة. [28] [29] تم إنشاء منطقة حماية نصف قطرها 3 كم ومنطقة مراقبة نصف قطرها 10 كم حول المزرعة.
```

```
 
```

```
عُثِر على خروف مريض عُثِر عليه في وقت سابق من اليوم في اسكتلندا في سوق 
لاناركشاير
 في وقت لاحق سلبي.
```

```
 
```

```
بشكل منفصل، تم وضع منطقة مراقبة مؤقتة حول مبنى في نورفولك كإجراء وقائي بعد زيارة بيطرية. كانت النتائج المختبرية لهذه الحيوانات سلبية أيضًا، وبالتالي رُفِع القيود المحلية مساء اليوم التالي. [32
الاحتياطات
```

```
تم تدمير جميع المواشي في المواقع الثلاثة المنفصلة جغرافياً في 4 أغسطس. تم فرض حظر وطني على حركة الماشية والخنازير، مع وجود منطقة حماية بطول 3 كم (1.9 ميل) حول المزرعة المتضررة ومنطقة أخرى لمراقبة الماشية 10 كم (6.2 ميل). تم إنشاء منطقة حظر جوي بطول 8 كم (5.0 ميل) حول الموقع. [33]
```

```
رد فعل
```

```
رد فعل دولي
```

```
بعد تأكيد تفشي المرض، أغلقت أيرلندا الشمالية وجمهورية أيرلندا جميع موانئهما أمام الماشية واللحوم الطازجة وواردات الألبان غير المبسترة، وأمرت بوضع تدابير مطهرة في الموانئ والمطارات في جميع أنحاء الجزيرة. [34] [35] منعت كندا دخول أي من الماشية من المملكة المتحدة (بما في ذلك، أيرلندا الشمالية حاليًا) إلى البلاد، ومنعت 
اليابان
 
والولايات المتحدة
 دخول الخنازير ومنتجات الخنازير. لحوم البقر البريطانية ممنوعة بالفعل في كلا البلدين. [36]
```

```
 
```

```
رد فعل علمي
```

```
حول احتمال انبعاث الفيروس من إحدى مؤسسات بيربرايت، نُقل عن أستاذ علم الجراثيم الفخري هيو بنينجتون قوله: «إذا كنا نعرف بالضبط من أين أتى الفيروس، وخاصة إذا كان نوعًا من اللقاحات من الفيروسات، فمن المحتمل أن يكون فيروسًا سيئًا». [37]
```

```
 
```

```
ونقلت صحيفة التايمز عن الدكتور كينغ، الرئيس السابق لعلم الأحياء الجزيئي في IAH ، قوله «فيما يخصني، فشلت السلطات في العثور على أي ثغرة في مستودع الأمن البيولوجي للمؤسسة. ما تبقى لك هي حركة بشرية، وهي ليست مسألة تخص المعهد، إنها مسألة تتعلق بالشرطة. من غير المحتمل أن تنتشر عن طريق الصدفة. الناس لا ينشرون المرض بسهولة». [38]
```

```
 
```

```
رد فعل سياسي
```

```
عادت رئيسة الوزراء 
جوردون براون
 ووزيرة البيئة هيلاري بن إلى 
لندن
 في وقت مبكر من عطلتهما، في قصة كسرها صحفي بي بي سي غاري أودونوغو. [بحاجة لمصدر] اختتمت وزيرة الشؤون الريفية الويلزية إلين جونز عطلتها إلى نيوزيلندا، [39] كما ألغى زعيم المعارضة 
ديفيد كاميرون
 عطلته في بريتاني. تم عقد اجتماع كوبرا قبيل الإعلان الرسمي بمشاركة رئيس الوزراء عبر اتصال هاتفي. [8]
```

```
 
```

```
تحقيق
```

```
صدر تقرير عن الوباء في 5 سبتمبر. وذكرت أنه عُثِر على آثار للفيروس في أنبوب في معهد بيربرايت يمتد من 
ميريال
 إلى محطة المعالجة الحكومية. ويعتقد أن جذور الشجرة أتلفت الأنبوب مما سمح للفيروس بالسطح. يفترض التقرير أن عمال الموقع نقلوا الفيروس إلى مزرعة نورماندي في طريقهم إلى المنزل من العمل. [40]
```

```
 
```

```
وجد تحقيق مستقل أجراه البروفيسور بريان سبرات أنه نظرًا للاعتراف بأن المواد المصابة يمكن أن تنجو من مرحلة تطهير حمض الستريك الأولية داخل مصنع ميريال، فقد اعتبر مفتشو ديفرا أن نظام النفايات السائلة حتى محطة معالجة الصودا الكاوية النهائية نطاق احتواء الفئة 4، ومع ذلك يبدو أنه لم يخضع لفحص منتظم وكان هناك دليل على تسرب من كل من الأنابيب المكسورة وعبر غرف التفتيش غير المغلقة والمغلقة -
```

```
 
```

```
23- وقد اعترف مفتشو ديفرا بإمكانية تصريف فيروسات معدية إلى الأنابيب السائلة، ولهذا السبب يعتبر نظام الصرف الذي يؤدي إلى محطة المعالجة النهائية للصودا الكاوية جزءاً من احتواء الفئة 4 في بيربرايت. لذلك يجب الحفاظ عليه بشكل جيد واحتواءه، بحيث لا يمكن للفيروسات المعدية في النفايات السائلة الهروب.
```

```
 
```

```
32. الأنابيب المتدفقة من IAH و Merial إلى محطة المعالجة النهائية للصودا الكاوية قديمة ولا يبدو أنها تخضع لفحوصات دورية شاملة لضمان سلامتها. أظهر التفتيش على أنابيب الصرف الصحي وغرف التفتيش التي تم إجراؤها لفريق الصحة والسلامة والبيئة وجود أوجه قصور ومن المحتمل جدًا أنها تتسرب من النفايات السائلة. وبالتالي لا يتم احتواء الأنابيب السائلة، حيث يجب أن تكون جزءًا من الاحتواء من الفئة 4 في Pirbright.
```

```
 
```

```
- البروفيسور بريان سبرات، المراجعة المستقلة لسلامة المرافق البريطانية التي تعالج فيروس الحمى القلاعية
```

```
في أيار / مايو 2008، وبناءً على مشورة المستشار، وجدت السلطة القادرة على المقاضاة حيثما سمح الإهمال - مجلس مقاطعة ساري - أن هذا غير قابل للتطبيق -
```

```
 
```

```
النصيحة القانونية الخارجية لمجلس المحافظة هي أن المقاضاة ضد أي من المختبرين في وسط التفشي غير ممكن. كان ذلك بسبب:
```

```
 
```

```
لم تتمكن ثلاثة تقارير بتكليف من الحكومة من تحديد المصدر الدقيق لتفشي المرض
```

```
 
```

```
قد لا يكون المجلس قادرًا على إثبات ما لا شك فيه ما إذا كان قد تم انتهاك شروط ترخيص وزارة البيئة والأغذية والشؤون الريفية (Defra). كان هذا بشكل خاص لأن المختبرين يشتركان في أنظمة الصرف في ظل هذه الظروف.
```

```
 
```

```
- مجلس مقاطعة ساري، لا ملاحقات قضائية بشأن تسريب قدم وفم بيربرايت 29 مايو 2008
```

```
 
```

```
توغل التغطية الإعلامية
```

```
كانت وسائل الإعلام هي الشخص الوحيد الذي خرق حواجز الشرطة. في ذلك الوقت، قال مساعد رئيس شرطة ساري، كونستابل مارك رولي، «حتى الآن، تم القبض على مصورين اثنين لخرقهما الحواجز، على الرغم من الحاجة الواضحة لحماية المنطقة وعلامات واضحة تمنع الدخول. لم يحاول أي فرد من الجمهور الدخول إلى المناطق الملوثة. وللأسف فإن محاولات الخرق الوحيدة كانت من قبل بعض وسائل الإعلام». [41]
```

```
وأضاف بيتر دينارد من معايير التجارة في ساري: «هذا مرض خبيث ينتشر عند الاتصال والقرب. الفكرة القائلة بأن أي شخص لا يرتدي ملابس واقية ولا يتخذ أي تدابير للأمن الحيوي هو الدوس عبر منطقة محتملة التلوث في الريف تفوق الاعتقاد.» [41]
```

```
 
```

```
عُثِر على المذنبين، فيليب هوليس من The Daily Telegraph و James Purkiss ، في وقت لاحق مذنبين بموجب قانون صحة الحيوان بتجاهل المحظورات ودخول المواقع المحمية. تم تغريم هوليس 2000 جنيه إسترليني وأمر بدفع 5000 جنيه إسترليني. حُكم على Purkiss بالسجن 140 ساعة من خدمة المجتمع، وغرامة 1150 جنيه إسترليني. [42] [43]
```

```
 
```

المراجع
"فليكر". تم الاسترجاع 6 أغسطس 2007. "إعلان عن منطقة حماية ومنطقة مراقبة ومنطقة محظورة" أرشفة 7 أغسطس 2007 في آلة Wayback. دفرة. بتاريخ 3 أغسطس 2007 "مرض الحمى القلاعية في الأبقار في ساري". دفرة. 3 أغسطس 2007. أرشفة من النسخة الأصلية في 19 أغسطس 2007. تم استرجاعه في 3 أغسطس 2007. "مزيد من المزارع تم اختبارها بحثا عن الأمراض". بي بي سي نيوز. 4 أغسطس 2007. تم استرجاعه في 4 أغسطس 2007. ديفيد سميث (5 أغسطس 2007). "كيف سقط الظل المظلم للمرض عبر ساري". لندن: مراقب. تم الاسترجاع 7 أغسطس 2007. آدم لوشير أندرو ألدرسون (7 أغسطس 2007). "المزرعة في منتصف القدم والفم" جيدة الإدارة ". لندن: ديلي تلغراف. تم الاسترجاع 7 أغسطس 2007. "الخنازير خالية من القدم والفم". بي بي سي نيوز. 9 يناير 2007. تم استرجاعه في 4 أغسطس 2007. "مزرعة مصابة بالقدم والفم". بي بي سي نيوز. 3 أغسطس 2007. استرجاع 3 أغسطس 2007. "خريطة مناطق العزل (صورة)". بي بي سي نيوز. 3 أغسطس 2007. أرشفة من النسخة الأصلية في 7 أغسطس 2007. تم استرجاعه في 4 أغسطس 2007. مايلز جوسليت (3 أغسطس 2007). "القدم والفم: الحالات الجديدة المحتملة المبلغ عنها". لندن: ديلي تلغراف. تم الاسترجاع 4 أغسطس 2007. Carrillo C ، Tulman ER ، Delhon G ، Lu Z ، Carreno A ، Vagnozzi A ، Kutish GF ، Rock DL (2005). "الجينوم المقارن لفيروس مرض الحمى القلاعية". J. Virol. 79 (10): 6487-6504. دوى: 10.1128 / JVI.79.10.6487-6504.2005. PMC 1091679. PMID 15858032. "نتائج إجهاد مرض الحمى القلاعية في سري، امتداد المناطق". دفرة. 4 أغسطس 2007. أرشفة من النسخة الأصلية في 27 سبتمبر 2007. تم استرجاعه في 4 أغسطس 2007. "تقرير وبائي موجز عن مرض الحمى القلاعية" أرشفة 10 أغسطس 2007 في آلة Wayback. - DEFRA بتاريخ 9 أغسطس 2007 توجيه مجلس الاتحاد الأوروبي 2006/552 / EC بشأن المختبرات لمعالجة فيروس الحمى القلاعية. "تم تحديد سلالة القدمين والفم". بي بي سي نيوز. 4 أغسطس 2007. تم استرجاعه في 4 أغسطس 2007. DEFRA - "إعلان تعديل إعلان منطقة الحماية ومنطقة المراقبة والمنطقة المحظورة في الساعة 21:30 يوم 3 أغسطس 2007" أرشفة 7 أغسطس 2007 في آلة Wayback. "معهد صحة الحيوان". أرشفة من النسخة الأصلية في 21 أغسطس 2007. "نتائج إضافية لاختبار مرض الحمى القلاعية في Surrey" أرشفة 22 أغسطس 2007 في آلة Wayback. دفرة. بتاريخ 5 أغسطس 2007 14:20 "إعلان حالة أخرى من مرض الحمى القلاعية المشتبه به في منطقة الحماية" أرشفة 28 أغسطس 2007 في آلة Wayback. دفرة. بتاريخ 6 أغسطس 2007 21:20 "تم تأكيد الحالة الثانية للحمى القلاعية في ساري" أرشفة 20 مارس 2008 في آلة Wayback. المزارعين الأسبوعية. بتاريخ 7 أغسطس 2007 10:20 تقرير أولي عن الانتهاكات المحتملة